# ロニー・ベイカー
ロニー・ベイカー（Ronnie Baker、1993年10月15日 - ）は、アメリカ合衆国ルイビル出身の陸上競技選手。専門は短距離走。60mの自己ベストは室内世界歴代3位の6秒40。100mでは9秒83の自己ベストを持つ。2017年世界リレー男子4×100mの金メダリストである。

## 経歴

### 高校時代まで
ケンタッキー州のルイビルに生まれたが、3歳の時にアラスカ州のアンカレッジに移住。そこでクロスカントリー走を経験し、12歳の時に再びルイビルに戻ってからは短距離に取り組むようになった。
バラード高校（Ballard High School）に進学するとバスケットボールを始め、陸上競技はバスケットボールのシーズンが終わってから取り組んでいた。陸上競技では2年連続（2011年・2012年）で100mと400mのケンタッキー州タイトル獲得、ケンタッキー州最優秀男子陸上競技選手賞を受賞した。

### 大学時代

#### 2014年まで
陸上競技の奨学金を得てテキサスクリスチャン大学に進学。1年目から4×100mリレーと4×400mリレーの主力になり、2013年の全米学生選手権（NCAA選手権）にも両種目で出場を果たした（結果はともに7位）。個人種目では全米学生選手権に出場することはできなかったが、室内と屋外のビッグ12カンファレンス選手権（Big12選手権）男子400mでは表彰台に迫るなど（それぞれ5位と4位）、主に400mで活躍した。2年目の2014年はビッグ12カンファレンス選手権男子400mで3位、全米学生選手権男子100mと男子200mの出場権を獲得するなどオールラウンドに活躍した。リレー種目では室内と屋外の全米学生選手権に出場を果たすも表彰台に上ることはできなかった。

#### 2015年
3月14日の全米学生室内選手権男子60m決勝を6秒52の自己ベスト（当時）で制し、キム・コリンズが保持していた大学記録（6秒53）を14年ぶりに更新して全米学生タイトルを獲得した。6月の全米学生選手権男子4×100mリレーは38秒59（3走）の2位で優勝を逃した。同月の全米選手権男子100mは予選で9秒94（+2.1）、準決勝で9秒94（+3.0）と追い風参考記録ながら2レース連続で9秒台をマークして決勝に進出したが、決勝は10秒19（0.0）とタイムを落とし7位に終わった。7月の光州ユニバーシアードで初の国際大会デビューを果たすと、男子100mは決勝に進出するも10秒17（0.0）で4位に終わり、3位とは0秒01の僅差でメダルを逃した。男子4×100mリレーは予選で途中棄権（2走）に終わり、男子4×400mリレーは決勝で3分06秒56（2走）の2位に入るも失格に終わった。

#### 2016年
連覇のかかった3月の全米学生室内選手権男子60mには今季室内全米学生最高記録保持者（6秒51）として臨むと、11日の予選は自己ベストタイ（当時）の6秒51をマークし、キャメロン・バレル（6秒50）に次ぐ全体2位で決勝に進出した。迎えた翌日の決勝では予選のタイムを更新する6秒47をマークし、キャメロン・バレルを0秒01抑えて連覇を達成した。この記録は予選でキャメロン・バレルがマークした6秒50を更新する大会新記録（当時）であり、レオナード・マイルズ＝ミルズ（6秒45）、マーカス・ブランソン（6秒46）に次ぐ室内全米学生歴代3位（当時）の記録だった。

### プロ時代

#### 2017年
2月10日の世界室内ツアー (en) ・コペルニクスカップ (en) 男子60mで室内世界歴代12位（当時）の記録となる6秒46をマークすると、3月5日の全米室内選手権男子60m決勝では室内世界歴代6位タイ（当時）の記録となる6秒45をマークし、高地記録ながら好タイムで初優勝を飾った。4月15日のマウント・サック・リレー (en) 男子100mでは10秒の壁を突破する9秒99（+0.1）をマーク。過去に9秒台は4回マークしていたものの全て追い風参考記録であり、今回が公認記録で初の9秒台となった。1週間後の22日には世界リレー男子4×100mでシニア世界大会デビューを果たすと、予選と決勝でアメリカチームの3走を務め金メダル獲得に貢献した。5月20日のジャマイカ国際招待男子100mで自己ベストを0秒01更新する9秒98（+0.4）をマークすると、同月27日のダイヤモンドリーグ・プレフォンテーンクラシック (en) 男子100mでは追い風参考記録ながら9秒86（+2.4）をマークし、6位までが9秒台という高速レースを制しダイヤモンドリーグ初優勝を果たした。6月の全米選手権男子100mは予選を10秒02（+1.5）で突破するも、準決勝は全体12位の10秒26（-1.4）で敗退した。

#### 2018年
2月18日の全米室内選手権男子60m決勝で室内世界歴代3位の6秒40をマーク。3月3日のバーミンガム世界室内選手権男子60m決勝ではクリスチャン・コールマン（6秒37）、蘇炳添（6秒42）に次ぐ6秒44で銅メダルを獲得した。

### 2021年
2021年6月20日、全米オリンピック選考会男子100m決勝で自己ベストとなる9.85(+0.8)をマークして2位に入り、100m代表入りを果たした。(なおこのときのレースでは5人までが9秒台だった。) 2021年8月1日、2020年東京オリンピック男子100m準決勝で9.83(+0.9)の自己ベストをマークし全体トップタイで決勝に臨んだが、結果は9秒95で5位入賞となりメダル獲得とはならなかった。

## 自己ベスト
記録欄の（　）内の数字は風速（m/s）で、+は追い風を意味する。
| 種目 | 記録            | 年月日        | 場所                 | 備考            |
| 屋外 | 屋外            | 屋外          | 屋外                 | 屋外            |
| ---- | --------------- | ------------- | -------------------- | --------------- |
| 100m | 9秒83（+0.9）   | 2021年8月1日  | 東京                 |                 |
| 100m | 9秒78w（+2.4）  | 2018年5月26日 | ユージーン           | 追い風参考記録  |
| 200m | 20秒55（+1.6）  | 2018年3月31日 | オースティン         |                 |
| 200m | 20秒06w（+4.3） | 2017年4月29日 | オースティン         | 追い風参考記録  |
| 400m | 46秒18          | 2013年5月5日  | ウェーコ             |                 |
| 室内 |                 |               |                      |                 |
| 60m  | 6秒40           | 2018年2月18日 | アルバカーキ         | 室内世界歴代3位 |
| 200m | 20秒60          | 2016年1月30日 | アルバカーキ         |                 |
| 400m | 46秒95          | 2013年2月9日  | カレッジステーション |                 |

## 主要大会成績
備考欄の記録は当時のもの
| 年   | 大会                  | 場所         | 種目    | 結果 | 記録         | 備考 |
| ---- | --------------------- | ------------ | ------- | ---- | ------------ | ---- |
| 2015 | ユニバーシアード (en) | 光州         | 100m    | 4位  | 10秒17 (0.0) |      |
| 2015 | ユニバーシアード (en) | 光州         | 4x100mR | 予選 | DNF (2走)    |      |
| 2015 | ユニバーシアード (en) | 光州         | 4x400mR | 決勝 | DQ (2走)     |      |
| 2017 | 世界リレー (en)       | ナッソー     | 4x100mR | 優勝 | 38秒43 (3走) |      |
| 2018 | 世界室内選手権        | バーミンガム | 60m     | 3位  | 6秒44        |      |

### ダイヤモンドリーグ
優勝したダイヤモンドリーグの大会を記載（個人種目のみ）。金色の背景はポイント対象レースを意味する。
| 年   | 大会                       | 場所       | 種目 | 記録          | 備考 |
| ---- | -------------------------- | ---------- | ---- | ------------- | ---- |
| 2017 | プレフォンテーンクラシック | ユージーン | 100m | 9秒86（+2.4） |      |
| 2018 | プレフォンテーンクラシック | ユージーン | 100m | 9秒78（+2.4） |      |
| 2018 | ゴールデンガラ             | ローマ     | 100m | 9秒93（-0.4） |      |
| 2018 | ミーティングアレヴァ       | パリ       | 100m | 9秒88（+0.8） |      |
| 2018 | ロンドングランプリ         | ロンドン   | 100m | 9秒90 (+0.1)  |      |

### 全米タイトル
優勝した全米大会を記載
| 年   | 大会               | 場所             | 種目 | 記録  | 備考                           |
| ---- | ------------------ | ---------------- | ---- | ----- | ------------------------------ |
| 2014 | 全米学生室内選手権 | フェイエットビル | 60m  | 6秒52 | 自己ベスト                     |
| 2015 | 全米学生室内選手権 | バーミングハム   | 60m  | 6秒47 | 大会新記録 室内全米学生歴代3位 |
| 2017 | 全米室内選手権     | アルバカーキ     | 60m  | 6秒45 | 室内世界歴代10位タイ           |